# Punt (tijdschrift)
Punt was een Belgisch Nederlandstalig tijdschrift.

## Historiek
In januari 2002 ging uitgeverij Meta Media een samenwerking aan met Investar, de holding van financiersfamilie Van Rompuy (o.a. Argenta). Dit resulteerde in de oprichting van de uitgeverij Vlaamse Media Groep met als doel de oprichting van een rechts-conservatief weekblad.
Punt werd gelanceerd op 5 februari 2002, waarbij uitgever Dirk Melkebeek stelde dat het nieuwe tijdschrift voor "complexloos Vlaams bewustzijn" stond. Hoofdredacteur werd Peter De Roover. De eerste advertentie verscheen in het ledenblad van het Vlaams Blok, later volgden ook ledenbladen van andere politieke partijen met uitzondering van Agalev dat geen advertenties publiceerde.
Na negen nummers werd het tijdschrift stopgezet, het telde op dat moment 1.886 betalende abonnees. Van het eerste nummer werden 16.500 exemplaren verkocht, bij het zesde nummer was dit gedaald tot ca. 4.000 stuks.